# Riff Regan
Riff Regan (Monterey, 11 maggio 1975) è un'attrice statunitense.
Riff ha interpretato Willow Rosenberg (ruolo poi recitato da Alyson Hannigan nella serie televisiva) nell'episodio pilota mai andato in onda della prima stagione della serie televisiva Buffy l'ammazzavampiri.
Attualmente lavora a Washington per un'organizzazione no-profit che si occupa di lotta all'AIDS.

## Filmografia

### Cinema
- Just Friends (Just Friends), regia di Maria Burton (1996)

### Televisione
- Giovani bruciati (Murder in New Hampshire: The Pamela Wojas Smart Story), regia di Joyce Chopra – (film TV) (1991)
- Sisters (Sisters) – serie TV, 34 episodi (1991)
- Pappa e ciccia (Roseanne) – serie TV, 5x4 (1992)
- Blossom - Le avventure di una teenager (Blossom) – serie TV, 4x1 (1993)
- Fantastic Four (Fantastic Four) – serie TV, 1x11 (1994)
- Buffy l'ammazzavampiri (Buffy the Vampire Slayer) – serie TV, 1x00 episodio pilota mai andato in onda (1997)
- La signora del West (Dr. Quinn, Medicine Woman) – serie TV, 5x16 (1997)
- L.A. Doctors (L.A. Doctors) – serie TV, 1x10 (1998)
- The Theory of Everything (The Theory of Everything), regia di Michael Rann – (film TV) (2000)